# Moisiivka, Iemilciîne
Moisiivka (în ucraineană Мойсіївка) este un sat în comuna Varvarivka din raionul Iemilciîne, regiunea Jîtomîr, Ucraina.

## Demografie
Componența lingvistică a localității Moisiivka
     Ucraineană (94%)
     Rusă (2%)
     Română (2%)
Conform recensământului din 2001, majoritatea populației localității Moisiivka era vorbitoare de ucraineană (94%), existând în minoritate și vorbitori de rusă (2%) și română (2%).